# Lichnochromis
Lichnochromis is een monotypisch geslacht van straalvinnige vissen uit de familie van de cichliden (Cichlidae).

## Soort
- Lichnochromis acuticeps Trewavas, 1935